# 超氧化钾
超氧化钾，分子式KO2，是一级氧化剂，与水剧烈反应。超氧化钾是由K+和O2−组成的碳化钙型粉末状晶体。有吸湿性、顺磁性。

## 工业制法
超氧化钾的制备是在不锈钢置换釜内，以金属钠置换氯化钾得到纯度大於97％的金属钾，熔融的钾压送到特制的喷枪与经过净化的空气混合后喷入氧化炉，在230～250℃下燃烧生成超氧化钾。

## 化学性质
超氧化钾与水反应，生成氢氧化钾和氧气：
{\displaystyle 4KO_{2}+2H_{2}O\rightarrow 4KOH+3O_{2}}↑

## 用途

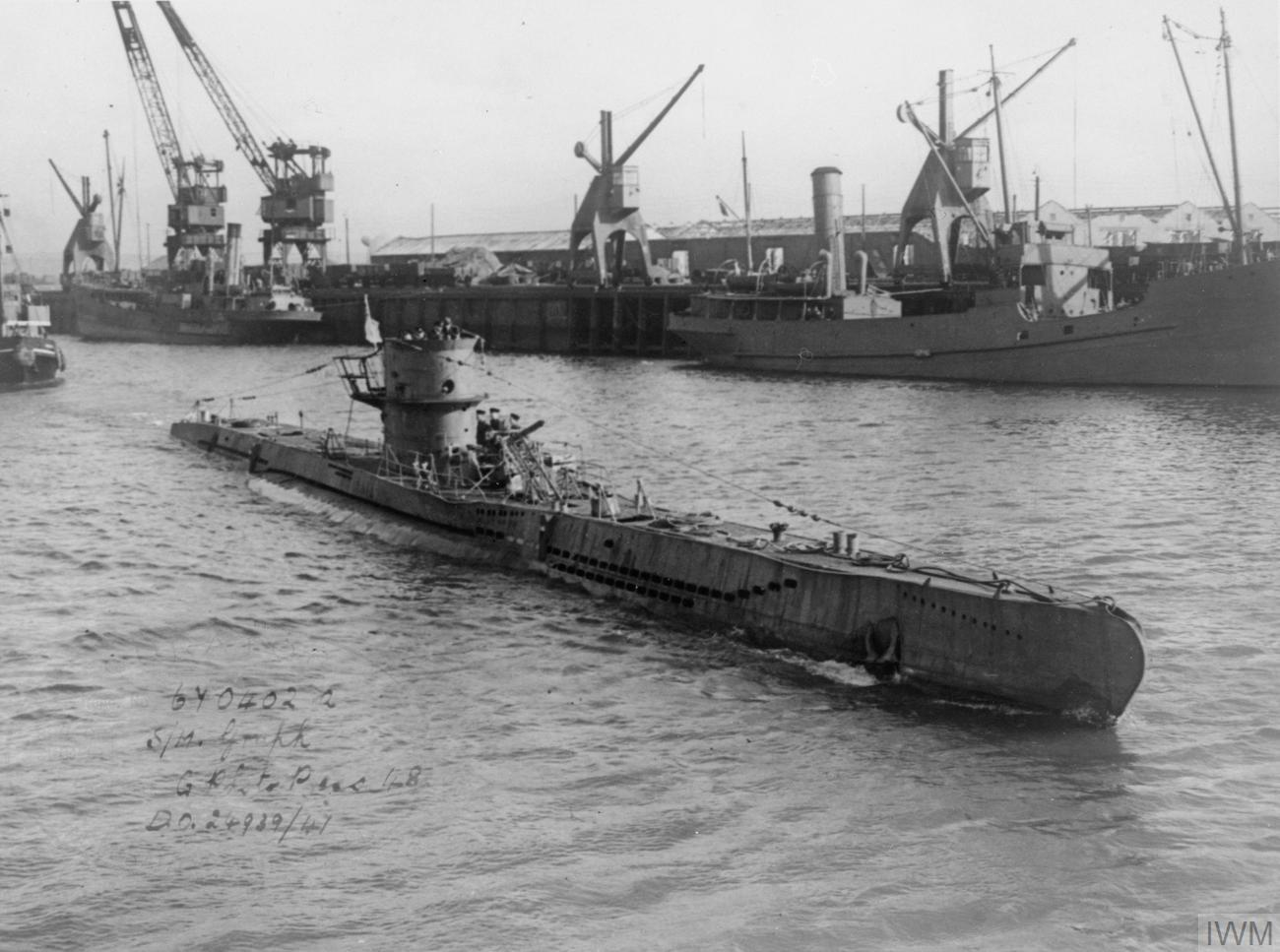
超氧化鉀可以作為潛艇的氧氣再生劑

由於超氧化鉀能和二氧化碳產生以下的化學反應而生成氧氣
{\displaystyle 4KO_{2}+2CO_{2}\rightarrow 2K_{2}CO_{3}+3O_{2}}
{\displaystyle 4KO_{2}+4CO_{2}+2H_{2}O\rightarrow 4KHCO_{3}+3O_{2}}
所以，超氧化鉀可作为氧气源用于呼吸面罩，以及飞船、潜艇等密闭系统的氧气再生剂。